# 塩見縄手

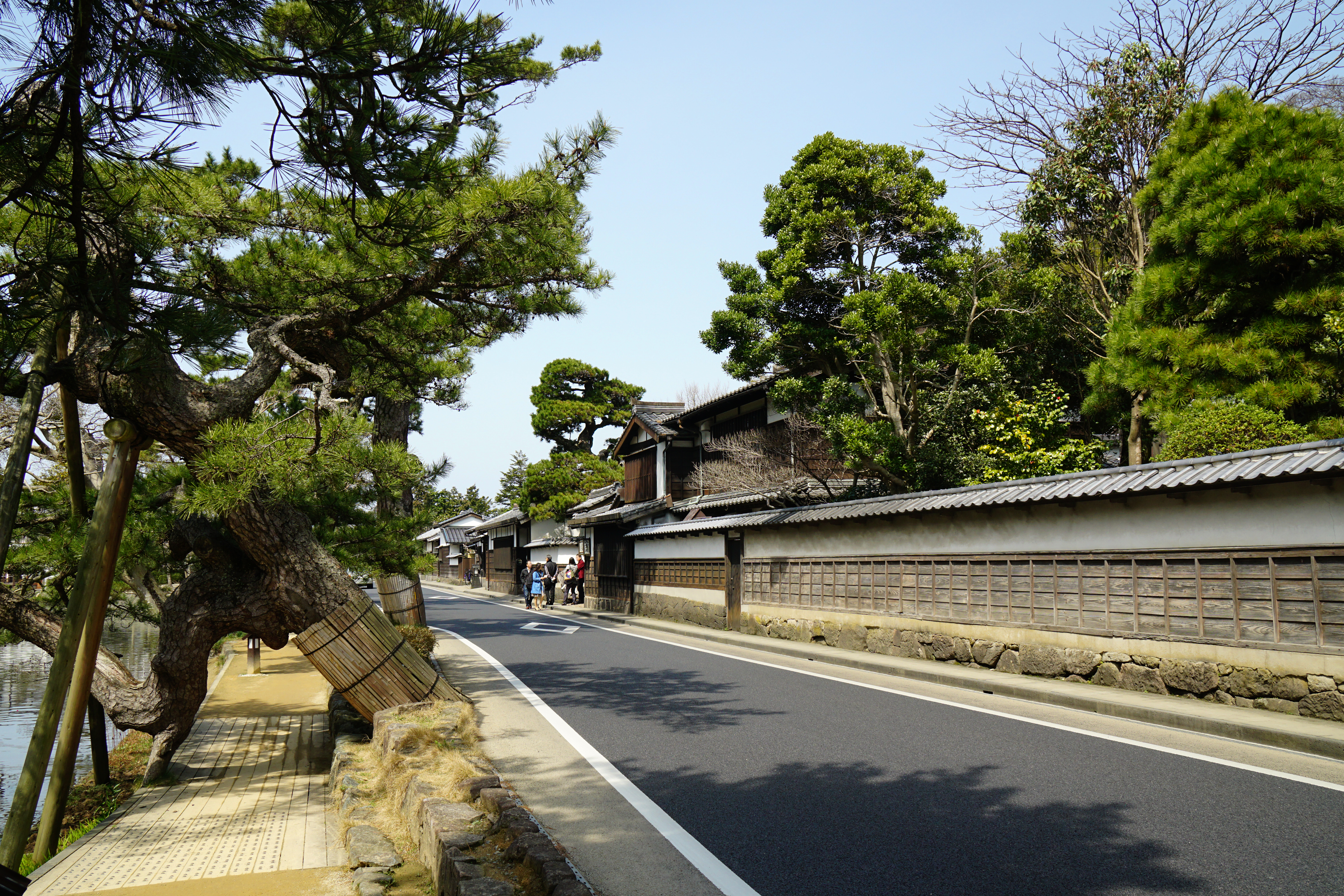
塩見縄手

塩見縄手（しおみなわて）は、島根県松江市の通りである。松江市伝統美観指定地区。

## 概要
塩見縄手は松江城北側の堀沿い、明々庵から小泉八雲旧居までの約500メートルの通りで、松江城築城の際に城下町が造成されたときに造られた道路の一つ。法令上の道路の路線名としては、主要地方道松江鹿島美保関線の一部に指定されている。現在は2車線の舗装道路であるが、古くは、かごや大八車がやっと通行できる程度の細い縄手道であった。縄手とは、城下町で縄のようにひとすじに伸びた道路のことを指した。一帯は江戸時代の侍町で、1638年（寛永15年）に松江城に移り住んだ松平直政の入府以降、城の北側に50石から1000石の中老格の侍屋敷がつくられたものである。塩見縄手の名は、直政の家臣として信州・松本から松江に移り住み、その後の子孫で、かつてこの通りの侍屋敷の中ほどに一時的に住んだ、松江藩中老で町奉行の塩見小兵衛の栄進を記念したことが由来とされる。
江戸時代当時の面影が今も残っており、南側の堀端に連なる老松の大木は造成された当時に植えられたものである。北側は侍屋敷、長屋門、白壁などの建物が残されている。塩見家の屋敷や、明治時代に『知られざる日本の面影』などの作品で日本を紹介したラフカディオ・ハーン（小泉八雲）が生活していた建物や小泉八雲記念館も通りに面して建っている。
小泉八雲記念館から、松平7代目の不昧公によって建てられた茶室の明々庵に至る500m区間は、松江市伝統美観指定地区（昭和48年指定）に指定されていて、1984年（昭和59年）には通りの歴史的景観を保存するため、電線を地中に埋めて無電柱化したり、信号機や街路灯もクラシック型に取り替えるなどといったことが行われた。
また、「日本の道100選」（昭和61年建設省選定）に選定されているほか、沿道の松並木は、読売新聞社選定の「新・日本街路樹100景」（1994年）のひとつに選定されている。

## 地区の主な施設
- 武家屋敷 - 資料館として公開。江戸時代初期から幕末まで中級武士の住居として使用されていた。
- 小泉八雲旧居 - 国の史跡。1891年（明治24年）5月頃〜11月に小泉八雲がセツ夫人と過ごした場所。
- 小泉八雲記念館 - 小泉八雲に関する資料約200点を展示する。
- 明々庵 - 松平治郷が建てた茶室
- 田部美術館
- 島根大学旧奥谷宿舎（旧制松江高等学校外国人宿舎）

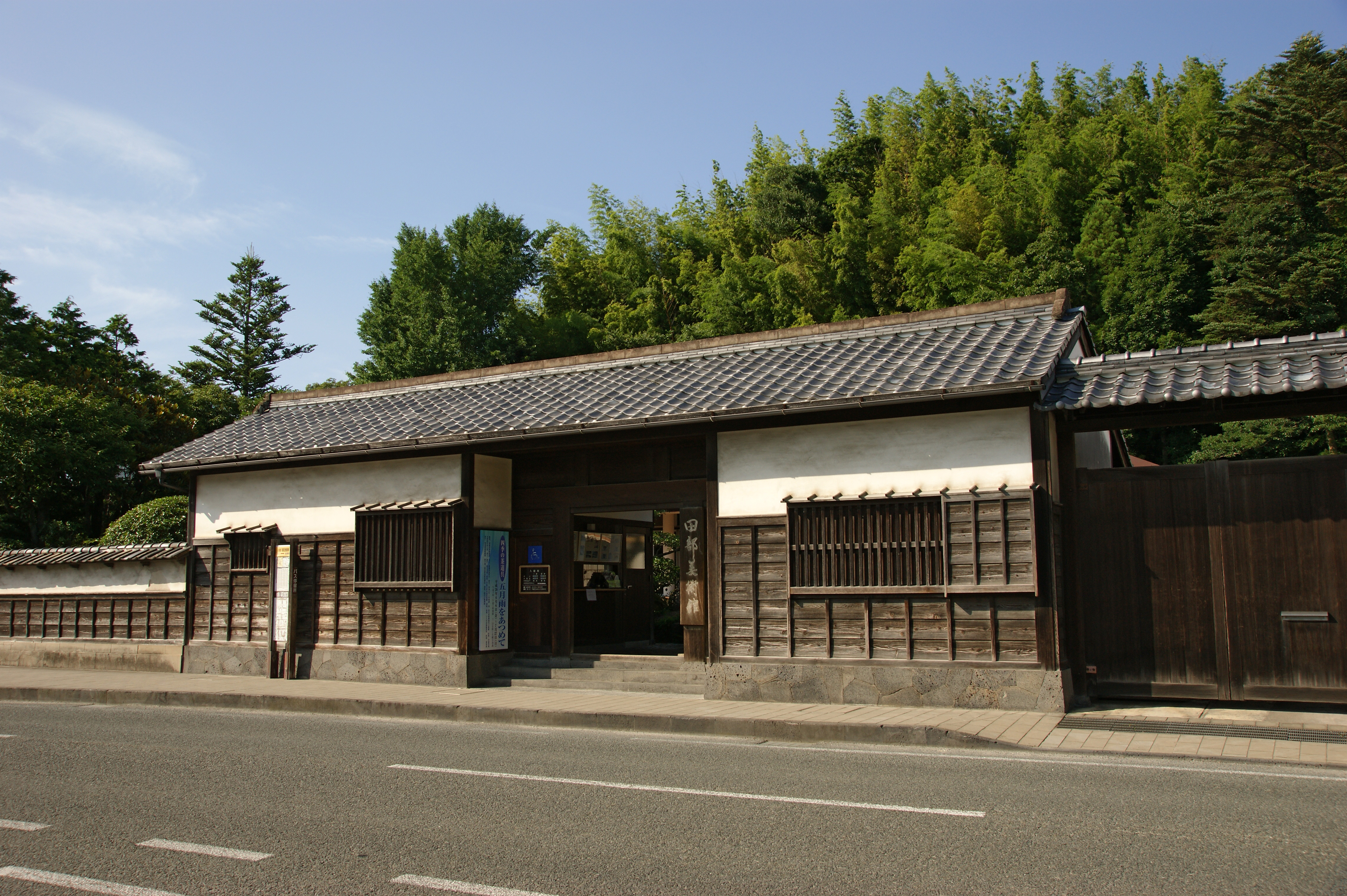
田部美術館
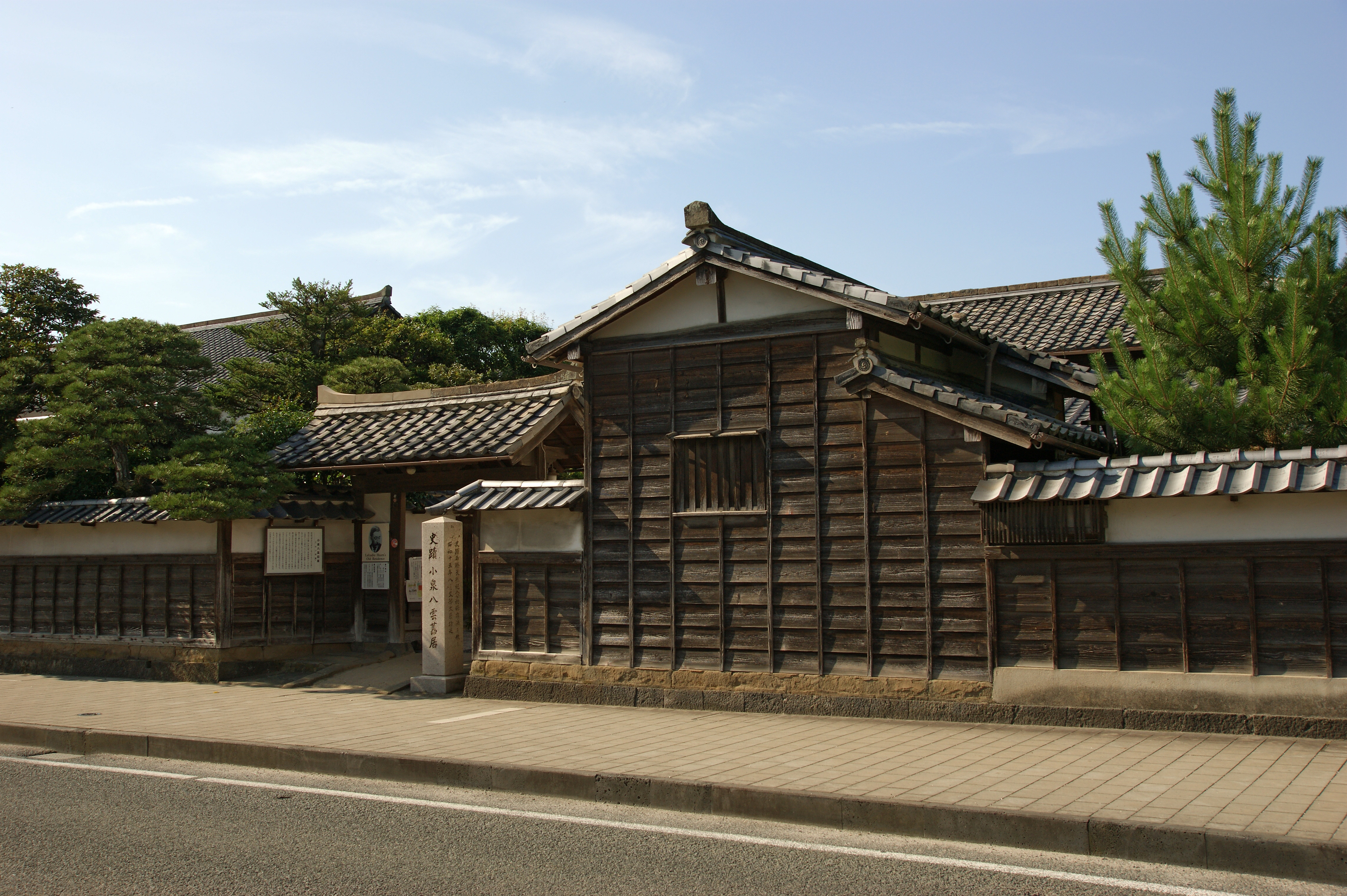
小泉八雲旧居
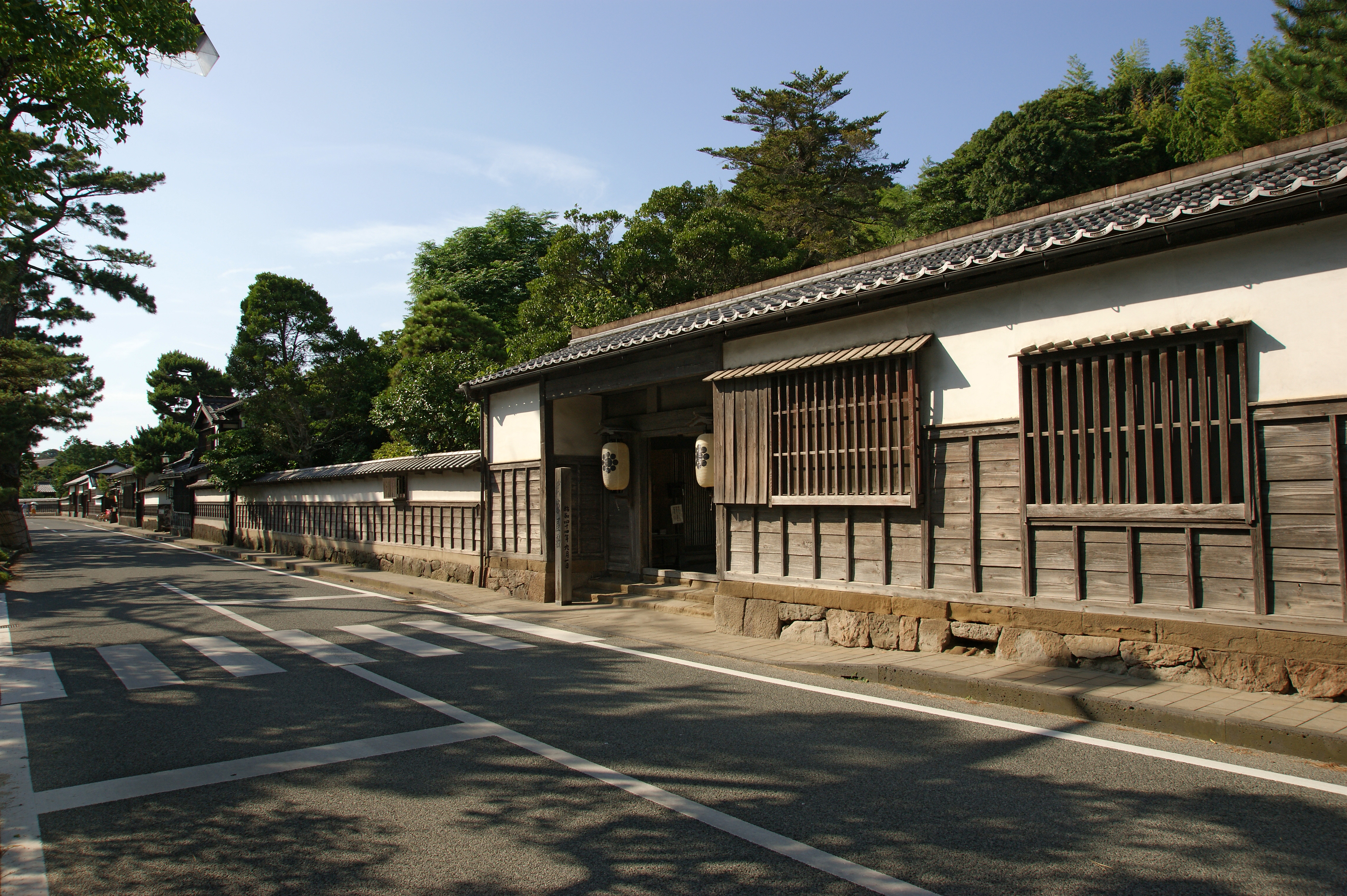
武家屋敷
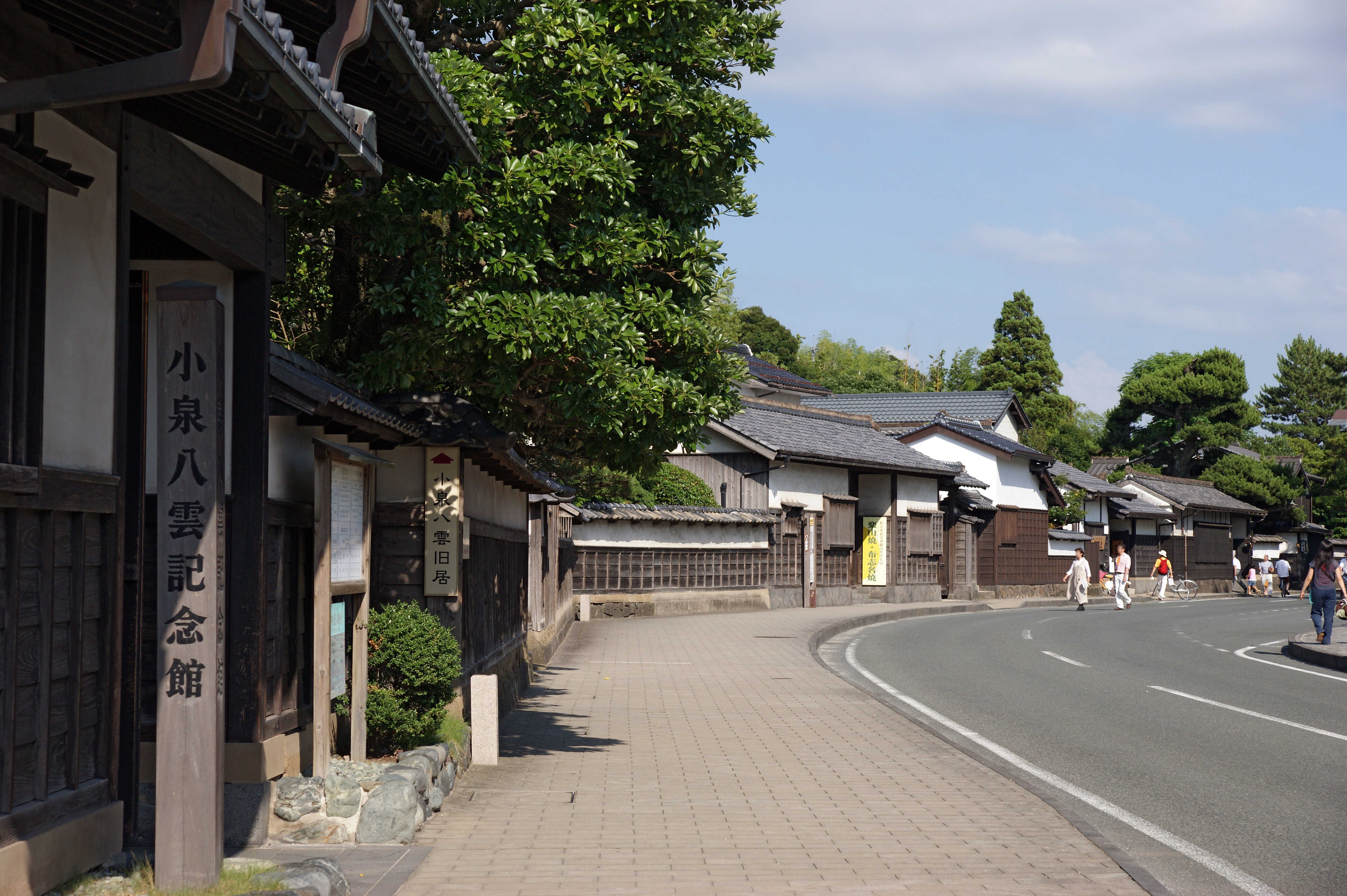
小泉八雲記念館

## 所在地
〒690-0888 島根県松江市北堀町および奥谷町

## 交通アクセス
- 山陰本線 松江駅からレイクラインで15分、バス停「塩見縄手」下車、徒歩すぐ。